# 情景计划
情景计划，也称情景规划、情景思考或情景分析、情境規劃，是一些企业用来进行长期计划的战略计划方法。很大程度上属于适应、归纳军事情报中的经典方法。
原始方式是一个分析小组进行模拟游戏进行决策。游戏包括已知事实和未来事件，例如人口统计学, 地理, 军事, 政治, 工业信息和矿产资源等，对社会、技术、经济、环境、教育、政治和美学(STEEEPA)提出有用建议和关键驱动力。
在商业中，对对手行为的博弈减少(更多改为与环境的博弈)。在壳牌公司，情景规划是对世界外部环境，在进行战略决策前改变思维。
情景决策可包括系统思维，特别是对复杂方式能创造惊人未来的多种因素(根据非线性反馈回路)。这种方法也允许加入很难计算的因素，例如新的未来思维、价值观的深刻改变、不可预料的规则和发明。系统思维与情景规划共同，规划实际、可行的情景故事脉络。当情景计划与系统思维共同时，进行情景开发，有时称为结构动力。

## 建立情景
事实和相关社会变化的组合、排列称为"情景"，情景一般指可行的但是未预料的重要环境、问题等。未来研究分析专家选择可能、不让人舒适的情景。情景计划帮助决策者预测隐藏的弱点、非灵活性等。

### 零和情景
战略军事情报组织也可建立情景，方法几乎相同，可应用于很多问题，不仅仅限于军事、政治问题。在军事情报中，主要的挑战是发现真实场景中的决策需要。如果决策者都不知道该了解什么，或者无法描述环境，就不能知道他们所需要的。
好的分析师会设计战争游戏，让决策者有更多灵活性、自由性，适应模拟组织。然后游戏会对这些组织"施压"。一般地，特殊事实很重要。这些思考让情报机构能更加准确地重新定义、重新包装真实信息，更好服务于真实的决策。一般来说，模拟游戏时间比正常时间快一百倍，决策者一天内可经历数年的决策。

## 军事情景模拟如何进行
1. 决定分析的关键问题 可决定为何进行情景决策，如果是微小变化、少数因素，其他方法可能更合适。
2. 确定时间、分析范围 决定变化速度、试图评估等级，预测人口统计学、产品生命周期等一般趋势，一般时间表可设为10年。
3. 确定主要股东 决定谁受到影响，何种影响。发现他们目前利益，这些利益是否在过去有改变。
4. 基本趋势和驱动力图 包括工业、经济、政治、科技、法律、社会趋势。评估这些趋势会如何影响问题，描述趋势，为何会影响组织。在流程中往往进行思考，所有趋势要在思考后进行评估，进行小组思考或tunnel vision。
5. 关键不确定性 在两个轴线上定义不确定性，评估每种驱动力对不确定性或(相对)可预测性以及可能/不可能事件的影响规模。所有不重要的驱动力应淘汰。可预测重要驱动力(如人口统计)可包含在所有场景中，留下一些重要、不可预测驱动力。还需要评估驱动力之间的联系，淘汰那些"不可能"的情景(如无失业率、零通胀等)。
6. 进行驱动力有效分组，把驱动力减为两个最重要的。(让情景可以归入xy象限)。
7. 确定极端情况发现驱动力的一致性和可行性。需要分析：
  1. 时间表: 趋势是否与时间表吻合？
  2. 内部一致性: 可建设可能情景的未知事件的驱动力
  3. 股东: 是否有股东与期望情景不平衡？情景是否可发展？是否可考虑适合股东的情景？当与政府、大型股东进行情景模拟时，试图影响结果。
8. 确定情景尽量把情景写在表格中，一般创建二到四个情景就够了。当前情景不需要放在表格中央，特别用三到四个驱动力时，尽量只用一个驱动力。可以把所有积极元素都纳入一个情景，把所有消极元素都纳入另一个情景，然后淘汰最佳情况和最差情况。
9. 写下情景描述当前，展望未来。挖掘变化的根本原因，进行下一步分析。最后，给每个情景起个好听的(劲爆的)名字。
10. 评估情景想想，情景与目标是否相符？是否一致？是否典型？是否有相对稳定结果？
11. 确定研究需要 根据情景，想想需要哪些信息。多获取激励股东的信息、可能的创新等等。
12. 进行量化分析尽量对不同情景进行量化分析，如增长率、现金流等。肯定需要大量工作
13. 进行情景决策 用迭代过程追溯上述情景，发现组织面对的首要问题。发现情景的优势和劣势。

## 商业中的情景分析
过去，战略规划一般只是用于"官方未来"，是当前情况延伸到未来的直线分析。一般由财务部门分析、缺乏人口统计学、社会质量等区别。
很多公司开始广泛采用情景规划，用简单、技术决策、发展为复杂的战略规划和视野建立。情景规划的力量最早由壳牌公司发现，从1970年代早期就开始使用情景规划，作为产生、评估战略选项的流程。壳牌的油气分析一直比其他油气公司更强，油轮业务容量很大，在欧洲的油气开发也早于竞争者。但讽刺的是，这种方法在壳牌以外比公司内应用更多，其他公司和咨询公司都开始使用情景规划。情景规划是一种管理艺术，有很多陷阱(流程和内容上)，最早由Paul J. H. Schoemaker提出。

### 壳牌进行情景规划的批评
在1970年代，很多能源公司由于环境主义者和OPEC的影响，损失了上百亿美元利润，进行错误投资。这些财务损失让很多公司，包括壳牌公司，进行情景规划。公司公开预计，情景规划流程让公司成为世界最大。但其他观察者认为，壳牌使用情景分析获得很少长期优势，而且壳牌的长期情景经常受到质疑。壳牌内部人员曾说"情景小组很聪明，具有很高智商，但是关键决策制定以后，高标准的"群组情景"和国家级别的情景从来没有执行过。"[source missing]
情景规划由Arie de Geus的小组与1980年初期提出，他们发现遵循情景规划的决策缺乏战略实施，而不是缺乏情景。很多执行者创建情景的时间和决策的时间一样多。
2005年，壳牌的前规划者Peter Cornelius, Alexander Van de Putte和Mattia Romani在《加州管理杂志》发布文章，总结三十年的情景规划。

## 情景规划的一般限制
尽管情景规划在工业中很受欢迎，其主观性、启发性让很多学者不认可。我们是否知道情景是否正确？如何从情景进行决策？这些考虑合理，只有更多竞争表现和理论问题进行研究后，情景规划才能得到认可。学术上很少认可情景分析(有个著名例外，参见Paul J. H. Schoemaker)这项技术从实践中来，更多是依靠故事，而不是科学分析。情景规划是一种集体研究的工具，是重新认知、保存不确定性的方法。很多决策者希望只赌一种情景，掉入了只试图预测未来，而不是选择多种未来的陷阱。

## 经理使用情景分析
基本流程很简单，作为预测来讲，可以分为三类活动(长期流程)：
1. 环境分析
2. 情景规划
3. 公司战略

## 流程
与长期规划不同的流程是核心部分，即情景制造。这个过程也很简单。壳牌使用的方法包括六个步骤：
1. 决定变革和提议的驱动力
2. 把驱动力归入合理的框架
3. 制造7-9个最初的小型情景
4. 减少到2-3个情景
5. 草拟情景
6. 确定出现的问题

### 步骤1 - 决定变革的驱动力
第一步是检查环境分析的结果，决定企业未来环境的最重要驱动力。这些因素有时称为'变量'(因为随着调查时间变化，虽然会有时迷惑更严谨的科学家)。用户往往喜欢（变革）'驱动力'这个名字，这个名字不含有准科学的含义，加强了参与者寻找未来变化因素的任务。
部分上是一个分析过程，需要确定这些'力'。但是前期环境研究可能已经对此有所涉及。随着时间，到了正式的情景规划阶段，参与者可能在潜意识上，而不是正式地，已经感知到主要驱动力。
理想的情况是，第一阶段要仔细研究可能成为情景的假设，仔细定义几种驱动力。参与者可能无法分辨这些阶段。
可能最困难的是把参与者的成见去除。很多参与者很重视中间阶段（五到十年），而不是长期（十年以上）。任何少于十年的时间阶段都可能让参与者从目前潮流推断，而不是考虑面对的替代选项。如果考虑十年以上，所有的参与者可能都会接受情景规划流程的逻辑，不再根据现实推断。加宽参与者范围，包括整个外部环境时，也会遇到同样问题。 
思维
任何情况下，然后会进行思维，保障列表完整，发现更多变量，特别是混合变量。一个非常简单的方式是思维，在壳牌中，在情景规划中经常产生争论。
重要的未知
只有最重要的因素才可用到情景规划中，80:20规则意味着在流程结束时，管理层的注意力必须集中在有限数量的重要问题。经验显示，宽泛的主题只能让他们选择少数感兴趣的，而这些不是对于组织罪重要的。另外，如果情景有不同的未来，那么因素必须是真正的'变量'。必须有明显的替代结果，应该特别划出那些结果可预期，但是很重要的因素，不能忽略。壳牌的Kees van der Heijden提出的重要不确定性矩阵是该阶段的重要检验方法。
另外，情景的一个好处是可容纳很多其他形式的预测。可使用图标、表格、文字进行组合，没有其他形式的预测有这样的灵活性。

### 步骤2 - 把驱动力加入可行框架
第二步是把这些驱动力组合成一个可行框架。有些因素互相关联。例如，技术因素可能导致市场变化，但受到法律因素制约。另外，一些'联系'(至少'分组')可能需要人工进行。后续，还会发现一些更深层的联系，或者情景会淘汰一些因素。在最理论的方法中，概率与事件关联。很难达到，而且往往只会让结果变得更复杂。

### 步骤3 - 产生最初的小型情景
上个步骤最后把七到九个驱动力进行分组。很容易获得。'主观'原因可能是参与者可以同时思考的因素有限。把驱动力归类以后，下一步是分析他们之间的关系，每一个驱动力因素代表什么？

### 步骤4 - 减少为两到三个情景
下一步主要是把七到九个小型情景（群组）减少为两到三个情景。实际中的挑战是发现两到三个'盒子'，把所有的主题都归纳进去。可能需要大量讨论，过程中，可能产生很多的光和热。创建这些基本情景本身经常可以让人思考真正的重要因素(生死因素)。在讨论中，尽管最后报告有总结，参与者可能从讨论中开始理解，导致变革的最重要驱动力是什么，同伴是怎么样看待的？根据内在理解，他们已经准备好应对这些变化，尽管不求助于最终报告，在实际发生时本能反应。
减少到两到三个情景没有理论根据，只是根据实践。经理往往最终只能处理三个版本的最终情景。壳牌从三十年前就开始通过建立十多个情景，但是发现经理最终只选择一种。于是，规划者把情景减少到两到三个，经理可更容易处理，但是不能只剩下一个。这就是现在大多数文章中推荐的数量。
补充情景
在壳牌，往往加上两个附加情景，理由是避免经理只'选择'一个'偏好'的情景，导致单一轨道的预测(拒绝使用'替代'情景来预测不可知的未来)。这是一个很难抓住的概念，经理往往相反，只选择一个最佳或最坏情景。
测试
把因素归为两个情景后，下一步是进行测试其有效性。是否对参与者有意义？可以是逻辑分析，也可以是直观的'感受'。另外，直觉上往往在复杂、无法定义的事件上更有效。如果情景在直觉上没有'钩在一起'，为什么不进行直觉？问题是一个或多个假设可能不现实，如果是这样，就需要回到第一步。整个情景规划流程是一个迭代的过程(回到开始，知道获得最后的结果)。

### 步骤5 - 记录情景
情景用最合适的方式'写下来'，这步很灵活，往往迷惑参与者，他们习惯于预测流程用固定的格式。但是需要用经理最适合的方式记录情景。还需要考虑实施计划的经理。他们也要接触情景，需要相信。这实际上是一个'市场营销'决定，把最终结果'卖给'用户。另一方面，还需要用作者觉得最舒服的方式。如果对某种方法不熟悉，他要'卖'的情景肯定无法令人信服。

### 步骤6 - 发现问题
最后一步流程是检查情景，决定哪种是最关键的结果。与问题相关的'分支点'往往有最大的影响力(往往产生'危机')。下述的战略会发现这些问题：产生情景的正常方法是减少风险，显得'稳健'(会安全地处理所有'生死关头'问题)，而不是只关注绩效(利润)最大化，对结果进行赌注。

## 使用情景
情景可用于多种方法：
a) 驱动力集合
b) 一致性测试
c) 积极观点
也许情景最主要的好处是，来自于不同'发展'未来的观点。当情景最终产生，参与者可审视他们的观点，发现未来的基本雏形，这就不再是一个理论的练习，而是一个真正的框架(或不同的替代框架)。

## 情景规划与其他方法比较
情景规划与意外规划, 敏感性分析和计算机模拟不同。
意外规划是一种"如果...则..."的工具，只考虑不确定性。情景规划考虑不确定性综合的情景，规划者还需要选择特别可行但不舒服的社会发展。
敏感度分析只有一个变量，一般为简单变化，情景规划让政策制定者可接触多种变量的互动。
情景规划可通过计算机模拟，但是没有这样正式，可用于定性的模型，包含范围很广的模拟事件。
过去五年中，瑞典防卫研究所在斯德哥尔摩开发的计算机支持形态学分析，更多加入了情景发展。这种方法可创造多变量的形态学场，作为推理模型，把情景规划技术与意外规划、敏感性分析相结合。

## 情景规划与德尔菲法
情景规划是根据系统性检测，绘出一份可能的、一致的蓝图。德尔菲法是系统性发展有关未来发展、事件的专家意见的方法。是一种匿名、书面、多层次统计、每轮后有群组意见的预测流程。
很多学者都说，两种方法可最有效互补。Kinkel et al. (2006)最近报告了他们在情景-德尔菲和德尔菲-情景方面的经验，由于过程的相似性，两种方法可以早期合并。德尔菲法不同阶段的结果，可以作为情景方法的输入数据，反之亦然。结合后两种方法都达到最大化。实践中，可认为一种方法为主导方法，在适当时期加入另一种。作者发现，不管先后如何，两种方法组合后都对未来项目带来明显价值。 
实践中，往往把德尔菲法加入情景规划(参见Rikkonen, 2005; von der Gracht, 2007; Transportation & Logistics 2030 – How will supply chains evolve in an energy constrained and low-carbon world （页面存档备份，存于）; Transportation & Logistics 2030 – Transport infrastructure – Engine or hand brakes for global supply chains? （页面存档备份，存于）; Future of Logistics – Global Scenarios 2025)作者把这称为德尔菲-情景分析，专家情景分析或德尔菲法的情景规划。Von der Gracht (2010) 是一种科学的方法，因为情景分析“渴求信息”，德尔菲法能提供很多有价值的信息。德尔菲法有多种信息输出，可作为情景规划的信息输入，研究者可发现相关事件、发展，根据专家意见，制定每种的可能性。另外，专家意见和论断让因素之间的关系更清楚，并进一步加入情景分析。另外，德尔菲法还帮助发现极端意见，和专家中的不同意见。这些有争议的意见特别适合情景分析的极端情况。
Rikkonen (2005)的博士论文中透彻阐述了德尔菲法用于情景规划的情况，特别是情景建设。结论是，德尔菲法对于提供不同替代未来和情景假设有重要意义。推荐使用德尔菲法进行情景规划，创造情景时更加有信心，也简化了情景记录流程，更深地理解预测项目和社会因素之间的关系。